# Флосс, Гастон
Гасто́н Флоссе́ (фр. Flosse Gaston; род. 24 июня 1931, Рикитеа, Мангарева, коммуна Гамбье, Французская Полинезия) — французский консервативный государственный и политический деятель, член французской голлистской партии Объединение в поддержку республики (фр. Rassemblement pour la République, RPR), основатель и лидер Народного Союза (таит. Tāhōēraa Huiraatira), «оранжевой» партии, объединяющий защитников автономии, но противников независимости Французской Полинезии. В 1978 году — первый заместитель Национального собрания, в 1986—1988 годах — государственный секретарь по проблемам южной части Тихого океана в правительстве Ж. Ширака, с 1998 — сенатор республики. Первый председатель правительства Французской Полинезии с момента учреждения этой должности в 1984 году, на протяжении 1984—2013 годов занимал эту должность пять раз, с 17 мая 2013 года по 5 августа 2014 г. — в должности. Один из самых авторитетных и популярных лидеров автономного сообщества Французской Полинезии, получивший, прижившееся у журналистов, прозвище «Старый Лев» (фр. Vieux de Lion).

## Ранние годы
Флоссе по национальной принадлежности креол, евронезиец, или, как говорят французы, «деми» (фр. demi, «полукровка»). Родился Флоссе 24 июня 1931 в деревне Рикитеа на острове Мангарева, его отец — француз, уроженец Лотарингии прибывший в Полинезию для добычи чёрного жемчуга, мать — коренная мангареванка с островов Гамбье, до 7 лет Флоссе мог общаться только на мангареванском. В 1938 семья Флоссе перебралась на Таити и поселилась в городке Пираэ. После окончания колледжа Ламенне в Папеэте Флоссе 13 лет работал преподавателем, а затем страховым агентом. Именно на этой должности он приобрел знакомства со многими богатыми и известными деятелями Французской Полинезии.

## Политика
В 1958 Флоссе вступает в местное отделение голлистской партии, в 1965 становится мэром родной коммуны Пираэ, эту должность он оставил только 10 марта 2000. В 1967 он избирается в Территориальную ассамблею (законодательный орган Французской Полинезии), куда непрерывно переизбирается до 1996 под знаменем, основанного им в 1977 проправительственного Народного Союза. В 1978 он член французского парламента от Французской Полинезии. 6 сентября 1984, после предоставления Французской Полинезии внутренней автономии, он занимает пост председателя правительства Французской Полинезии, который сохраняет до 1987. В 1986 — 1988 Флоссе государственный секретарь министра департаментов и заморских территорий Франции, ответственный за проблемы в южной части Тихого океана.